# Бикмуразово
Бикмура́зово (тат. Бикмураз) — село в Буинском районе Республики Татарстан, в составе Нижненаратбашского сельского поселения.

## Этимология
Топоним произошёл от антропонима «Бикмураз».

## География
Село находится в 1,5 км от реки Свияга, в 5 км к северо-востоку от районного центра — города Буинска, смежно селу Нижний Наратбаш. 

## История
В окрестностях села выявлен археологический памятник – Бикмуразовское поселение (общебулгарский памятник).
Село известно с 1623 года.
До 1860-х годов жители относились к сословию удельных (до 1797 годы – дворцовых) крестьян. Основные занятия жителей в этот период — земледелие и скотоводство, были распространены извоз, скупка и продажа яиц, пилка леса.
В «Списке населенных мест по сведениям 1859 года», изданном в 1863 году, населённый пункт упомянут как удельная деревня Бикмурасы 2-го стана Буинского уезда Симбирской губернии. Располагалась на левом берегу озера Бякей, между Казанским и Тетюшским почтовыми трактами, в 5 верстах от уездного города Буинска и в 53 верстах от становой квартиры в удельной деревне Шихарданы. В деревне в 42 дворах жили 435 человек (202 мужчины и 233 женщины). Была мечеть.
В конце XIX века земельный надел сельской общины составлял 641,6 десятины.
До 1920 года село входило в Рунгинскую волость Буинского уезда Симбирской губернии. С 1920 года в составе Буинского кантона ТАССР. С 10 августа 1930 года в Буинском районе.
В 1931 году в селе был организован колхоз, в 2001 году колхоз был переименован в производственный сельскохозяйственный кооператив «Алга», с 2003 года ООО «Нива», с 2013 года ООО «Ак Барс Буинск».

## Население
| 1795 | 1859 | 1897 | 1913 | 1920 | 1926 | 1938 | 1949 | 1958 | 1970 | 1979 | 1989 | 2002 | 2010 | 2015 |
| ---- | ---- | ---- | ---- | ---- | ---- | ---- | ---- | ---- | ---- | ---- | ---- | ---- | ---- | ---- |
| 229  | 435  | 722  | 828  | 850  | 784  | 680  | 633  | 528  | 694  | 719  | 398  | 434  | 449  | 538  |

Национальный состав села — татары.

## Экономика
Жители работают преимущественно в ООО «Ак Барс Буинск», занимаются полеводством, мясо-молочным скотоводством.

## Инфраструктура
В селе действуют детский сад (с 2016 г.), фельдшерско-акушерский пункт.

## Религия
Мечеть (с 1994 года).